# Gare de Chilly-Mazarin
Gare de Chilly-Mazarin vasútállomás és RER állomás Franciaországban, Chilly-Mazarin településen.

## Vasútvonalak
Az állomást az alábbi vasútvonalak érintik:
- 12-es villamos (Île-de-France)
- Grande Ceinture line

## Kapcsolódó állomások
A vasútállomáshoz az alábbi állomások vannak a legközelebb:
- Gare de Gravigny-Balizy (Évry-Courcouronnes, 12-es villamos (Île-de-France))
- Gare de Longjumeau (Massy - Palaiseau, 12-es villamos (Île-de-France))

## Lásd még
- Franciaország vasútállomásainak listája
- A RER állomásainak listája